# 渭川县
渭川县（越南语：／）是越南河江省下辖的一个县。面积1480.5平方公里，2018年时总人口122350人。

## 地理
渭川县北接官坝县，西接黄树皮县和中国云南省，南接北光县，东接河江市、北迷县、安铭县和宣光省林平县。

## 历史
法國殖民政府在建設河江市以前，渭川县是这个地区最大的据点。
1984年至1991年，中越爆发两山战役，战役期间中国人民解放军占据了渭川县113平方公里的领土，中越陆地边界条约签订后归还给越南。1984年7月12日，越南人民军试图以兵力优势进攻位于渭川县的142高地，该高地由中国人民解放军陆军代理排长李海欣为首的15人驻守，攻势从上午4点50分至下午2点，越南人民军阵亡104人但始终未能夺下142高地。战后该高地被中方称为李海欣高地。
2006年6月23日，河江市社富灵社、金石社、金灵社划归渭川县管辖，河江市社光中坊部分区域划归渭川县丰光社管辖；渭川县芳度社、芳善社划归河江市社管辖。
2025年6月12日，宣光省和河江省合并成新的宣光省，渭川县随之短暂划归宣光省管辖。6月16日，越南国会废除县级政区，渭川县随之废除；新寨社、清德社和老寨社合并成新的老寨社，芳进社和清水社合并成新的清水社，金石社、金灵社和富灵社合并成新的富灵社，玉灵社、忠诚社和灵湖社合并成新的灵湖社，玉明社和白玉社合并成新的白玉社，渭川市镇、越林农场市镇、道德社和越林社部分区域合并成渭川社，广艮社和越林社剩余区域合并成新的越林社，丰光社并入河江二坊，明新社、顺和社、松柏社、上山社和高蒲社不作调整，各新社均隶属宣光省直接管辖。

## 行政區劃
渭川县下辖2市镇22社，县莅渭川市镇。
- 渭川市镇（Thị trấn Vị Xuyên）
- 越林农场市镇（Thị trấn nông trường Việt Lâm）
- 白玉社（Xã Bạch Ngọc）
- 高蒲社（Xã Cao Bồ）
- 道德社（Xã Đạo Đức）
- 金灵社（Xã Kim Linh）
- 金石社（Xã Kim Thạch）
- 老寨社（Xã Lao Chải）
- 灵湖社（Xã Linh Hồ）
- 明新社（Xã Minh Tân）
- 玉灵社（Xã Ngọc Linh）
- 玉明社（Xã Ngọc Minh）
- 丰光社（Xã Phong Quang）
- 富灵社（Xã Phú Linh）
- 芳进社（Xã Phương Tiến）
- 广艮社（Xã Quảng Ngần）
- 清德社（Xã Thanh Đức）
- 清水社（Xã Thanh Thủy）
- 顺和社（Xã Thuận Hòa）
- 上山社（Xã Thượng Sơn）
- 忠诚社（Xã Trung Thành）
- 松柏社（Xã Tùng Bá）
- 越林社（Xã Việt Lâm）
- 新寨社（Xã Xín Chải）